# 长毛点地梅
长毛点地梅（学名：Androsace villosa）是一种高山植物，广泛分布于欧洲和亚洲的山区，被广泛应用于高山植物的园艺种植。 

## 描述
长毛点地梅形态较为多样化。应用在园艺上的典型形态是小型垫状或密丛状的多年生植物，线形至椭圆形叶组成莲座状叶丛，叶片最宽可达1.5厘米。叶下面特别是叶尖处着生细毛。花直径6-10毫米，组成伞形花序，花葶最高3厘米。花色从白色到红紫色不等，花喉部具有粉红色或黄色的环状突起。白色花可能随时间而转为粉红色。 

## 分布
在野外，长毛点地梅生长在欧洲和亚洲的石灰岩山上，海拔通常超过1500米。

## 栽培
长毛点地梅广泛应用在假山花园中。有A. v. var. arachnoidea、A. v. var. taurica、A. v. var. jacquemontii等多个变种被应用在园艺栽培中。 